# Matemàtica pura

Les matemàtiques pures estudien les propietats i l'estructura d'objectes abstractes, com el grup E8, en teoria de grups. Això es pot fer sense centrar-se en aplicacions concretes dels conceptes en el món físic.

La matemàtica pura és l'estudi de les ciències matemàtiques per si mateixes, és a dir, un estudi que no vingui motivat per les qüestions de caràcter pràctic on es pugui aplicar. Tenen com a principal matèria d'estudi les entitats abstractes, com per exemple els nombres i les figures geomètriques. Generalment demana rigor i abstracció, com a requisits per a tractar qüestions de bellesa matemàtica. Des del segle xviii se la reconeix com una categoria de l'activitat matemàtica, de vegades sota les denominacions de matemàtiques especulatives, abstractes o fonamentals, i com a contraposició a la matemàtica aplicada.
Així com les matemàtiques pures han existit com a disciplina des de com a mínim l'Antiga Grècia, el concepte es va crear al voltant de l'any 1900, després de la introducció de teories amb propietats conta-intuitives (com ara les geometries no euclidianes i la teoria de Cantor de conjunts infinits), i el descobriment del que semblaven paradoxes (com l'existència de funcions contínues que no són diferenciables enlloc o la paradoxa de Russell). Això va donar lloc a la necessitat de renovar el concepte de rigor matemàtic i de reescriure totes les matemàtiques conseqüentment, amb un ús sistemàtic dels mètodes axiomàtics. Això va motivar als matemàtics a centrar-se en les matemàtiques per elles mateixes, és a dir, en la matemàtica pura.
Tanmateix, gairebé totes les teories matemàtiques seguien estant motivades per problemes que venien del món real o de teories matemàtiques menys abstractes. També, moltes teories matemàtiques, que havien semblat que eren totalment pures, van acabar sent utilitzades en àrees més aplicades, principalment en física i ciències de la computació. Un dels primers exemples més famosos és la demostració d'Isaac Newton que la seva llei de la gravitació universal implicava que els planetes es mouen en òrbites que són seccions còniques, corbes geomètriques que havien estat estudiades en l'antiguitat per Apol·loni. Un altre exemple n'és el problema de factoritzar enters grans, que és la base del criptosistema RSA, àmpliament utilitzat en comunicacions d'internet segures.

## Història

### Antiga Grècia
Els matemàtics grecs antics van ser dels primers que van fer una distinció entre matemàtiques pures i aplicades. Plató va ajudar a crear la bretxa entre l'"aritmètica", ara anomenada teoria dels nombres, i la “logística”, ara anomenada aritmètica. Plató considerava la logística (aritmètica) adequada per als homes de negocis i els homes de guerra que "han d'aprendre l'art dels nombres o no sabran com agrupar [les seves] tropes" i l'aritmètica (teoria dels nombres) com apropiada per als filòsofs "perquè han de sorgir del mar del canvi i apoderar-se del veritable ésser". Euclides d'Alexandria, quan un dels seus estudiants li va preguntar quina utilitat tenia l'estudi de la geometria, va demanar al seu esclau que li donés tres penics a l'estudiant, "ja que ha de treure profit del que aprèn". El matemàtic grec Apol·loni de Perge va ser preguntat sobre la utilitat d'alguns dels seus teoremes al Llibre IV de les Còniques, i ell va afirmar amb orgull: "Són dignes d'acceptació pel bé de les pròpies demostracions, de la mateixa manera que acceptem moltes altres coses de les matemàtiques per aquest i per cap altre motiu".
I com que molts dels seus resultats no eren aplicables a la ciència o l'enginyeria de la seva època, Apol·loni va argumentar a més en el prefaci del cinquè llibre de Còniques que el tema és un d'aquells que "semblen dignes d'estudi per si mateixos".

### Segle XIX
El terme en si està consagrat al títol complet de la Càtedra sadleiriana, "Professor Sadleirian de Matemàtiques Pures", fundada a mitjans del segle xix. La idea d'una disciplina separada de matemàtiques pures pot haver sorgit en aquell moment. La generació de Gauss no va fer cap distinció radical d'aquest tipus, entre pur i aplicat. En els anys següents, l'especialització i la professionalització (especialment en l'enfocament de l'anàlisi matemàtica de Weierstrass) van començar a fer més evident que hi havia una fractura.

### Segle XX
A principis del segle xx, els matemàtics van adoptar el mètode axiomàtic, fortament influenciats per l'exemple de David Hilbert. La formulació lògica de les matemàtiques pures suggerida per Bertrand Russell en termes d'una estructura quantificadora de proposicions semblava cada cop més plausible, a mesura que grans parts de les matemàtiques es van axiomatitzar i, per tant, van passar a estar sotmeses als criteris simples de la demostració rigorosa.
La matemàtica pura, segons una visió que es pot atribuir al grup de Bourbaki, és el que es demostra. "Matemàtic pur" es va convertir en una professió reconeguda, que es podia assolir mitjançant la formació.
Es va argumentar que les matemàtiques pures són útils en l'ensenyament de l'enginyeria⁣: "Hi ha una formació en hàbits de pensament, punts de vista i comprensió intel·lectual dels problemes ordinaris d'enginyeria, que només pot donar l'estudi de les matemàtiques superiors".

## Generalitat i abstracció

Una il·lustració de la paradoxa de Banach-Tarski, un resultat famós en matemàtiques pures. Tot i que està demostrat que és possible convertir una esfera en dues utilitzant res més que talls i rotacions, la transformació implica objectes que no poden existir al món físic.

Un concepte central en matemàtiques pures és la idea de generalitat; les matemàtiques pures sovint mostren una tendència cap a una major generalització. Els usos i avantatges de la generalització inclouen els següents:
- La generalització de teoremes o estructures matemàtiques pot conduir a una comprensió més profunda dels teoremes o estructures originals.
- La generalització pot simplificar la presentació del material, donant lloc a proves més curtes o arguments més fàcils de seguir.
- Es pot utilitzar la generalització per evitar la duplicació d'esforços, demostrant un resultat general en lloc d'haver de demostrar casos separats de manera independent, o utilitzar resultats d'altres àrees de les matemàtiques.
- La generalització pot facilitar les connexions entre diferents branques de les matemàtiques. La teoria de categories és una àrea de les matemàtiques dedicada a explorar aquesta estructura comuna tal com es desenvolupa en algunes àrees de les matemàtiques.

L'impacte de la generalització en la intuïció depèn tant de la matèria com d'una qüestió de preferència personal o estil d'aprenentatge. Sovint, la generalització es veu com un obstacle per a la intuïció, encara que certament pot funcionar com una ajuda, sobretot quan proporciona analogies amb material per al qual ja es té una bona intuïció.
Com a primer exemple de generalització, el programa d'Erlangen va implicar una expansió de la geometria per acomodar geometries no euclidianes, així com el camp de la topologia i altres formes de geometria, en veure la geometria com l'estudi d'un espai juntament amb un grup de transformacions. L'estudi dels nombres, anomenat àlgebra al principi dels estudis en matemàtiques, s'estén en l'àlgebra abstracta a un nivell més avançat; i l'estudi de les funcions, anomenat càlcul al primer nivell universitari, es converteix en anàlisi matemàtica i anàlisi funcional a un nivell més avançat. Cadascuna d'aquestes branques de les matemàtiques més abstractes té moltes subespecialitats i, de fet, hi ha moltes connexions entre les matemàtiques pures i les disciplines de matemàtiques aplicades. Es va observar un fort augment de l'abstracció a mitjans del segle xx.
A la pràctica, però, aquests desenvolupaments van conduir a una forta divergència amb la física, especialment de 1950 a 1983. Més tard això va ser criticat, per exemple per Vladimir Arnold, bastant per Hilbert, i poc per Poincaré. Aquest assumpte encara no sembla que s'hagi resolt, ja que la teoria de cordes recolza un dels dos sentits, mentre que les matemàtiques discretes recolzen l'altre.

## Matemàtiques pures i aplicades
Els matemàtics sempre han tingut opinions diferents sobre la distinció entre matemàtica pura i matemàtica aplicada. Un dels exemples moderns més famosos (però potser mal entès) d'aquest debat es pot trobar a l'assaig de 1940 Apologia d'un matemàtic de GH Hardy.
Està àmpliament acceptat que Hardy considerava que les matemàtiques aplicades eren lletges i avorrides. Encara que és cert que Hardy preferia les matemàtiques pures, que sovint comparava amb la pintura i la poesia, Hardy va veure que la distinció entre matemàtiques pures i aplicades era simplement que les matemàtiques aplicades pretenien expressar la veritat física en un marc matemàtic, mentre que les matemàtiques pures expressaven veritats que eren independents del món físic. Hardy va fer una distinció en matemàtiques entre el que va anomenar matemàtiques "reals", "que té un valor estètic permanent", i "les parts avorrides i elementals de les matemàtiques" que tenen un ús pràctic.
Hardy considerava que alguns físics, com Einstein i Dirac, es trobaven entre els matemàtics "reals", però en el moment en què estava escrivint la seva Apologia, considerava que la relativitat general i la mecànica quàntica eren "inútils", cosa que li va permetre mantenir l'opinió que només les matemàtiques "avorrides" eren útils. A més, Hardy va admetre breument que, de la mateixa manera que l'aplicació de la teoria de matrius i la teoria de grups a la física havien arribat de manera inesperada, podria arribar el moment en què alguns tipus de matemàtiques belles i "reals" també fossin útils.
El matemàtic nord-americà Andy Magid ofereix una altra visió perspicaç: "Sempre he pensat que es podria extreure de la teoria dels anells un bon model. En aquest tema, hi ha la subàrea de la teoria de l'anell commutatiu i la teoria dels anells no commutatius. Un observador no informat podria pensar que representen una dicotomia, però de fet, el segon subsumeix el primer: un anell no comunicatiu és un anell no necessàriament comunicatiu. Si utilitzem convencions similars, podríem referir-nos a les matemàtiques aplicades i a les matemàtiques no aplicades, on per aquestes últimes volem dir que són "matemàtiques no necessàriament aplicades».
Friedrich Engels va argumentar al seu llibre de 1878 Anti-Dühring que "no és gens cert que en matemàtiques pures la ment només s'ocupi de les seves pròpies creacions i imaginacions. Els conceptes de nombre i figura no s'han inventat de cap altra font que no sigui el món de la realitat". :36A més, va argumentar que "Abans d'arribar a la idea de deduir la forma d'un cilindre a partir de la rotació d'un rectangle al voltant d'un dels seus costats, s'han d'haver examinat una sèrie de rectangles i cilindres reals, encara que siguin imperfectes en la seva forma. Com totes les altres ciències, les matemàtiques van sorgir de les necessitats dels homes... Però, com en tots els departaments del pensament, en un cert estadi de desenvolupament de les lleis, que es van abstreure del món real, es divorcien del món real i s'hi oposen com a quelcom independent, com a lleis que provenen de l'exterior, que el món ha de conformar." :37

## Referaències
1. ↑  «Pure Mathematics».   Universitat de Liverpool. [Consulta: 24 març 2022].
2. ↑  «Significat de matemàtica (què és, concepte i definició) - Ciència i Salut - 2021». [Consulta: 6 abril 2021].
3. ↑  «What is Pure Math?» (en anglès), 16-10-2015. [Consulta: 7 abril 2021].
4. ↑  pensante, El. «Matemáticas puras – El pensante» (en castellà). [Consulta: 30 juliol 2021].
5. ↑  «What does pure mathematics mean?». [Consulta: 27 agost 2021].
6. ↑  O'Connor, John J.; Robertson, Edmund F. «Sadleirian Professors» (en anglès). MacTutor History of Mathematics archive.   School of Mathematics and Statistics, University of St Andrews, Scotland.
7. ↑  Robinson, Sara «Still Guarding Secrets after Years of Attacks, RSA Earns Accolades for its Founders». SIAM News, 36, 5, 6-2003.
8. ↑  Boyer, Carl B. «The age of Plato and Aristotle». A: A History of Mathematics. Second.  John Wiley & Sons, Inc., 1991, p. 86. ISBN 0-471-54397-7.
9. ↑  Boyer, Carl B. «Euclid of Alexandria». A: A History of Mathematics. Second.  John Wiley & Sons, Inc., 1991, p. 101. ISBN 0-471-54397-7.
10. ↑  Boyer, Carl B. «Apollonius of Perga». A: A History of Mathematics. Second.  John Wiley & Sons, Inc., 1991, p. 152. ISBN 0-471-54397-7.
11. ↑  Boyer, Carl B. «Apollonius of Perga». A: A History of Mathematics. Second.  John Wiley & Sons, Inc., 1991, p. 152. ISBN 0-471-54397-7.
12. ↑  Hacking, Ian. Why Is There Philosophy of Mathematics At All? (en anglès).  Cambridge University Press, 2014-01-30, p. 160. ISBN 978-1-107-05017-4.
13. ↑  A. S. Hathaway (1901) "Pure mathematics for engineering students", Bulletin of the American Mathematical Society 7(6):266–71.
14. ↑  Learning, Gale, Cengage. A Study Guide for G. H. Hardy's "A Mathematician's Apology" (en anglès).  Gale, Cengage Learning, 2016. ISBN 978-1-4103-5233-0.
15. ↑  Frame, Michael; Mandelbrot, Benoit. Fractals, Graphics, and Mathematics Education (en anglès).  Cambridge University Press, 2002-06-20, p. 30. ISBN 978-0-88385-169-2.
16. ↑  Andy Magid (November 2005) Letter from the Editor, Notices of the American Mathematical Society, page 1173
17. 1 2  Engels, Frederick. Marx Engels Collected Works (Volume 25). English.  Moscou: Progress Publishers, 1987, p. 33-133. ISBN 0-7178-0525-5.